# Theobroma sinuosum
Theobroma sinuosum là một loài thực vật có hoa trong họ Cẩm quỳ. Loài này được Pav. ex Huber miêu tả khoa học đầu tiên năm 1906.